# Hanyag kezelés
A büntetőjogban a hanyag kezelés a vagyon elleni bűncselekmények egyike. (Különbözik a hűtlen kezeléstől.)

## A korábbi szabályozás
Akit olyan idegen vagyon kezelésével vagy felügyeletével bíztak meg, amelynek kezelése vagy felügyelete törvényen alapul, és az ebből folyó kötelességének megszegésével vagy elhanyagolásával gondatlanságból vagyoni hátrányt okoz, vétséget követ el, és két évig terjedő szabadságvesztéssel, közérdekű munkával vagy pénzbüntetéssel büntetendő.  A büntetés 3 évig terjedő szabadságvesztés, ha a hanyag kezelés különösen nagy vagy ezt meghaladó vagyoni hátrányt okoz.

## A hatályos szabályozás
A hanyag kezelésről a 2012. évi C. törvény 377. §-a a következőket rendeli:
Akit idegen vagyon törvényen alapuló kezelésével vagy felügyeletével bíztak meg, és az ebből eredő kötelességének megszegésével vagy elhanyagolásával gondatlanságból vagyoni hátrányt okoz, vétség miatt két évig terjedő szabadságvesztéssel büntetendő.
A büntetés 3  évig terjedő szabadságvesztés, ha a hanyag kezelés különösen nagy vagy ezt meghaladó vagyoni hátrányt okoz.

## Ellhatárolási kérdėsek
A hanyag kezelést meg kell különböztetni a hűtlen kezeléstől.

## Külső hivatkozások
- Nemzeti Jogszabálytár